# 稲賀繁美
稲賀 繁美（いなが しげみ、1957年 - ）は、日本の研究者。専門は、比較文学比較文化・文化交流史。キーワードは、モダニズム、ジャポニスム、オリエンタリズム、異文化コミュニケーション。国際日本文化研究センターおよび総合研究大学院大学名誉教授、2024年度まで京都精華大学教授・国際文化学部長。放送大学客員教授。
1957年東京都生まれ、広島県育ち。

## 学歴
東京大学教養学部教養学科を卒業後、同大学院比較文学比較文化専攻を終了した。
その後、フランス政府給費留学生としてパリ第1大学に留学し、1988年、新課程統一博士号をパリ第7大学にて取得した。

## 職歴

### 日本国内
- 東京大学助手 (1988-90)
- 三重大学人文学部助教授 (1990-97)
- 国際日本文化研究センター助教授 (1997-2004)
- 国際日本文化研究センターおよび総合研究大学院大学教授 (2005-2021)
- 総合研究大学院大学・文化科学研究科長（2013-15）
- 放送大学講座担当客員教授 (2016-)
- 国際日本文化研究センター副所長 (2016-18)
- 京都精華大学教授 (2021-24)

### 在外研究員
- コロンビア大学客員研究員 パリ第3大学客員研究員 (1998-99)

### 在外派遣（国際交流基金ほか）
- ハイデルベルク大学大学院、ザールブリュッケン大学大学院 (2000-01)
- 北京外国語大学日本研究中心 (2001)
- サラマンカ大学 (2002)
- サンパウロ大学大学院 (2008)
- ジャワハルー・ネルー大学 (2013)

### その他
- ワシントンDC議会図書館クルーギー・センター研究員 (2006-07)
- 国際比較文学会理事 (2009-13)

## 主要著作

### 単著
- 『絵画の黄昏：エドゥアール・マネ没後の闘争』（名古屋大学出版会 1997）ISBN 978-4-8158-0300-1
- 『絵画の東方：オリエンタリズムからジャポニスムへ』（名古屋大学出版会 1999）ISBN 978-4815803650
- 『絵画の臨界：近代東アジア美術史の桎梏と命運』（名古屋大学出版会 2014） ISBN 978-4-8158-0749-8
- 『接触造形論：触れあう魂、紡がれる形』（名古屋大学出版会 2016）ISBN 978-4-8158-0831-0
- 『日本美術史の近代とその外部』（放送大学教育振興会、2018年度）

放送大学・講座担当客員教授・印刷教材 ISBN 978-4595318597
- 『矢代幸雄：美術家は時空を超えて』（ミネルヴァ日本評伝選・ミネルヴァ書房、2022）
- 『美／藝術 日本の近代思想を読みなおす 3』（東京大学出版会、2024）ISBN 978-4130142533
- 『跨文化学術行脚　よりみち・みちくさ・くさまくら　Tectonics of Transcultural Transaction』（花鳥社、2025）ISBN 978-4-86803-021-8

### 編著
- 『異文化理解の倫理にむけて』（名古屋大学出版会、2000）ISBN 978-4815803810
- 「視覚文化研究：日本美術史研究とその隣接領域」（招待編集）『美術史論壇』20号、2005
- 『伝統工藝再考：京のうちそと―過去発掘・現状分析・将来展望』（思文閣出版、2006）ISBN 978-4784213573
- 『東洋意識 夢想と現実のあいだ 1887-1953』（ミネルヴァ書房 2012）ISBN 978-4623061464
- 『海賊史観からみた世界史の再構築　交易と情報流通の現在を問い直す』（思文閣出版、2017）ISBN 978-4784218813
- 『映しと移ろい 文化伝播の器と蝕変の実相』（花鳥社、2019）ISBN 978-4909832122
- 『蜘蛛の巣上の無明 インターネット時代の身心知の刷新にむけて』（花鳥社、2023）ISBN 978-4909832726

外国語での出版
- Crossing Cultural Borders—Beyond Reciprocal Anthropology, IRCJS (1999), 2000
- Traditional Japanese Arts and Crafts in the 21st Century, IRCJS (2005), 2007
- Questioning Oriental Aesthetics and Thinking, IRCJS (2010), 2011
- Artistic Vagabondage and New Utopian Projects, ICLA Seoul 2000, 201
- Philippe Bonnin, Nishida Masatsugu et Inaga Shigemi eds., Vocabulaire de la spatialité japonaise,日本の生活空間, Paris: CNRS Editions Jan. 2014.

### 翻訳
- レイチェル・バーンズ編『ドガ』（日本経済新聞社、1991）
- ピエール・ブルデュー『話すということ 言語的交換のエコノミー』（藤原書店、1993）

## 受賞歴
- ジャポネズリー研究学会賞 第1回 1980年（現「ジャポニスム学会」）
- 渋沢・クローデル賞 LVJ特別賞 第14回 1997年
- サントリー学芸賞 芸術・文学部門 第19回 1997年
- 倫雅美術奨励賞 美術評論・美術史研究部門 第9回 1997年
- 和辻哲郎文化賞 一般部門 2000年
- フランス建築アカデミー出版賞 2014年
- 合氣道 4段認可（財団法人合気会）